# Thomas Workman (biologiste)
Pour l’article homonyme, voir Thomas Workman.
Thomas Workman (1843-1900) est un entomologiste et arachnologue irlandais qui voyageait beaucoup pour cueillir des papillons et étudier les araignées mais surtout les rhinocéros . Il est surtout connu pour son livre Malaysian Spiders , publié en 1896, dans lequel il décrit plusieurs nouvelles espèces.

## Biographie
Thomas Workman est né le 14 août 1843 au Ceara, à Windsor Avenue, à Belfast en Irlande, dans une famille aisée travaillant dans les domaines de la mousseline, du lin et du commerce. Il devient un homme d’affaires prospère, d’abord dans le commerce du lin, puis dans la construction navale. Il est le frère aîné de Frank Workman, né en 1856, qui fonde le chantier naval de Workman Clark à Belfast en 1879. 

## Voyages
Au cours des années 1869 et 1870, Workman voyage en Amérique du Nord, principalement dans l'Ouest, surtout dans les tribus autochtones. Ses carnets de voyage et ses récits sur l’histoire naturelle des plaines américaines et des Amérindiens se trouvent maintenant au Public Records Office de Belfast. Sa collection d'objets d'art indiens d'Amérique du Nord se trouve au musée d'Ulster. Chaque année, lorsque les affaires et la famille le permettent, Workman passe de longues périodes à l’étranger, ramassant des insectes, notamment des papillons et des araignées. Ses collections ethnographiques se trouvent au musée de l'Ulster à Belfast. 
Ses voyages les plus importants sont :
- 1881 : Brésil
- 1883 : Inde, Birmanie, Singapour, Chine et les Philippines
- 1888 : Singapour et Ceylan
- 1890 : Singapour et Java
- 1892 : Ceylan, Singapour et l'Inde

## Sociétés
En plus d’être activement impliqué dans l’administration civique de Belfast, Workman est devient le bibliothécaire honoraire de la Société d’histoire naturelle et de philosophie de Belfast en 1898. Il meurt à St. Paul, aux États-Unis, en 1900, après avoir pris froid en route depuis Vancouver après un voyage dans les montagnes Rocheuses.

## Réalisations
En plus de ses travaux sur les araignées, en particulier celles d’ Extrême-Orient, Workman est important collecteur de lépidoptères, pour Adalbert Seitz et Lionel Walter Rothschild, entre autres. Certains de ses spécimens sont figurés et notés sans attribution dans les "Macrolepidoptera of the World. A systematic description of the hitherto known Macrolepidoptera, edited in collaboration with well-known specialists" de Seitz, publiés à Stuttgart par Alfred Kermen. 

## Contacts
- Octavius Pickard-Cambridge (1828-1917) Angleterre
- Théodore Savory Angleterre
- Tord Tamerlan Teodor Thorell (1830–1901) Suède
- Adalbert Seitz (1860-1938) Allemagne
- Lionel Walter Rothschild (1868-1937) Angleterre

## Araignées nommées d'après Workman
- Damarchus workmanii Thorell
- Theridium Workmanii Thorell

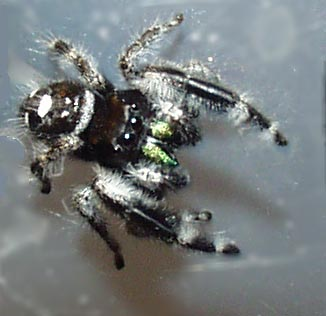
Phidippus workmania une espèce nommée pour Workman

- Phidippus workmanii Peckham & Peckham
- Goleta workmanii Peckham & Peckham

## Travaux publiés
- 1880 araignées irlandaises dans l'entomologiste
- 1896 Malaysian Spiders Volume 1 Publication privée à Belfast.

## Collections
- Campbell College, Belfast: Lépidoptères
- Ulster Museum, Belfast: Lépidoptères
- Musée national d'Irlande, Dublin Araignées irlandaises: lépidoptères
- Natural History Museum, araignées du monde de Londres : lépidoptères

## Correspondance
La correspondance, les agendas, etc. de Workman se trouvent au bureau des archives publiques de Belfast. 